# أوين تشيس
أوين تشيس (بالإنجليزية: Owen Chase)‏ هو ملاح وكاتب أمريكي، ولد في 7 أكتوبر 1797 في نانتوكيت في الولايات المتحدة، وتوفي بنفس المكان في 7 مارس 1869.